# Mohykáni

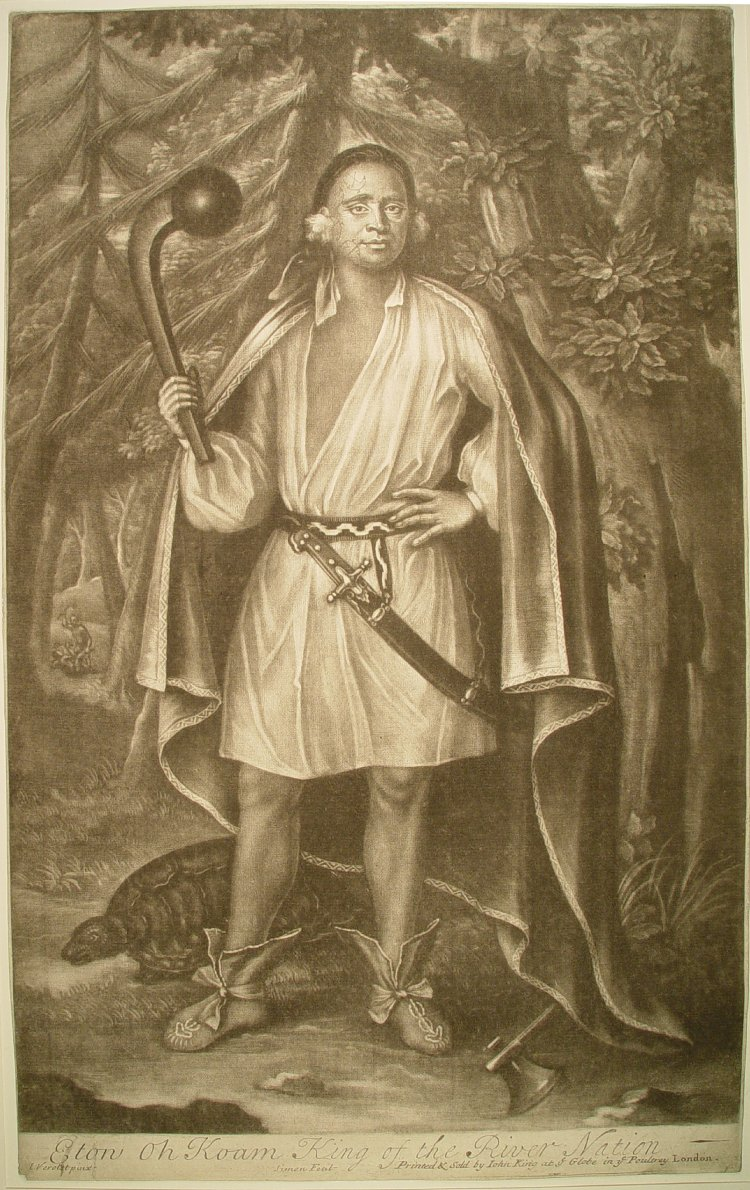
John Simon: Mohykánský náčelník Etow Oh Koam, rytina podle obrazu Jana Verelsta z roku 1710

Mohykáni jsou severoamerický indiánský kmen jazykově patřící k východním Algonkinům. Původně žili v okolí řeky Hudson v dnešním státě New York, pročež si sami říkali Muh-he-ka-neew (Lidé velké řeky), a věnovali se zemědělství. V 19. století byli v rámci vládou USA podporovaného programu vyhánění indiánů (Indian Removal) násilně přemístěni do rezervace ve státě Wisconsin, kde dnes většina ze zbývajících asi 3000 příslušníků kmene žije.
Literárně zpopularizoval Mohykány americký spisovatel James Fenimore Cooper dobrodružným románem Poslední Mohykán z roku 1826.